# Mentawaidvärguv
Mentawaidvärguv (Otus mentawi) är en fågel i familjen ugglor inom ordningen ugglefåglar.

## Utseende och läte
Mentawaidvärguven är en liten och mörk kanelbrun uggla. Den är i sitt utbredningsområde den enda bofasta dvärguven. Kombinationen av mörka ögon och enfärgat mörkbrun fjäderdräkt skiljer den vidare från andra dvärguvar som kan förekomma, antingen som flyttfåglar eller tillfälliga besökare. Lätet är ett hoande skall, abrupt avslutat och ofta i par eller väl åtskilda i serier. Även dämpade och lågt skallrande kväkningar kan höras.

## Utbredning och systematik
Fågeln förekommer på Mentawaiöarna (utanför västra Sumatra). Den behandlas som monotypisk, det vill säga att den inte delas in i några underarter.

## Levnadssätt
Mentawaidvärguven hittas i en rad olika skogstyper, från ursprunglig låglänt regnskog till plantage och trädbestånd nära bebyggelse.

## Status
Mentawaidvärguven har ett begränsat utbredningsområde och ett litet bestånd uppskattat till endast mellan 10 000 och 20 000 vuxna individer. Beståndet anses dock vara stabilt. IUCN kategoriserar arten som livskraftig.